# Armin Wegner
Armin Theophil Wegner (Elberfeld, 16 oktober 1886 – Rome, 17 mei 1978) was een Duitse schrijver en militair. Hij geniet vooral bekendheid omdat hij zich uitsprak tegen de Armeense genocide in de Eerste Wereldoorlog en de Jodenvervolging in de Tweede Wereldoorlog.

## Levensloop

### Vroege jaren
Wegner werd geboren in het stadje Elberfeld, tegenwoordig een buitenwijk van Wuppertal. Zijn vader was spoorwerkingenieur, zijn moeder actief binnen de vrouwenkiesrechtbeweging. Wegner volgde het gymnasium en studeerde vervolgens in 1909 en 1910 economie en rechten in Breslau. Daarna vervolgde hij zijn studie aan Friedrich Wilhelms-universiteit in Berlijn. In die periode hij actief in de kring rond de schrijver en homorechtenactivist Kurt Hiller. In 1914 promoveerde Wegner in de rechten aan de Universiteit van Breslau. 

### Armeense genocide
In tegenstelling van veel landgenoten verafschuwde hij de uitbraak van de Eerste Wereldoorlog. Hij meldde zich wel aan in het leger en diende als verpleger in de winter van 1914-15 aan het Oostfront in Polen, waar hij een IJzeren Kruis verdiende. Vervolgens werd hij overgeplaatst naar het Midden-Oosten, waar hij deel uitmaakte van een Duitse medische missie die het Ottomaanse leger ondersteunde. 
Wegner was gelegerd in Syrië en Mesopotamië en was ooggetuige van de Armeense genocide door de Turken. Hij verzamelde bewijs, maakte honderden foto's en tekende ooggetuigenverklaringen op. Op verzoek van de Ottomaanse autoriteiten werd Wegner gearresteerd en overgebracht naar Duitsland. In Duitsland probeerde hij de massamoord onder de aandacht te brengen, maar Duitse kranten weigerden zijn verslagen te plaatsen. De Duitse regering wilde een bevriende natie niet voor het hoofd stoten. Wegner werd pas bekend bij het grote publiek met een open brief aan de Amerikaanse president Woodrow Wilson die in 1919 in het Berliner Tageblatt gepubliceerd werd. In datzelfde jaar verscheen Wegners boek over de Armeense genocide onder de titel Der Weg ohne Heimkehr. 
Tijdens het proces tegen Armeniër Soghomon Tehlirian die in 1921 de Turkse diplomaat en voormalig minister van Binnenlandse Zaken Talaat Pasja doodschoot in Berlijn trad Wegner op als getuige-deskundige over de Armeense genocide. In 1922 verscheen verscheen zijn boek Der Schrei von Ararat waarin hij zich hard maakte voor de rechten van de achtergebleven Armeniërs.
Wegner ontmoette in 1922 de Joodse schrijfster Lola Landau, die getrouwd was met de filosoof en sociaaldemocraat Siegfried Marck. Wegner en Landau werden verliefd, waarna zij van haar man scheidde en met Wegner trouwde. Het echtpaar bezocht in 1927-28 de Sovjet-Unie inclusief de Armeense SSR. Hij publiceerde het boek Fünf Finger über Dir, waarin hij het politieke geweld beschreef dat de communistische autoriteiten gebruikten en wat een voorbode was van het latere stalinisme.

### Onder het nazisme
Kort na de machtsovername van de nazi's, in april 1933, schreef Wegner een brief aan Hitler waarin hij de Führer opriep om te stoppen met het anti-Joodse beleid. Wegner kreeg nooit een reactie, maar het was voor het Israëlische Holocaustinstituut Yad Vashem wel reden om hem in 1967 de eretitel Rechtvaardige onder de Volkeren toe te kennen. Een maand eerder was Wegners werk al op een zwarte lijst geplaatst, waardoor het in Duitsland niet verkocht mocht worden. Zijn echtgenote Lola Landau onderkende het gevaar en week in het voorjaar van 1933 uit naar Zweden en later naar Engeland. Haar zonen uit haar eerste huwelijk weken ook naar het buitenland, evenals de dochter die zij samen met Wegner had gekregen.
Wegner zelf werd in augustus 1933 door de Gestapo gearresteerd en zat eerst vast in Oranienburg. Na een maand werd hij overgebracht naar Kamp Börgermoor vlak bij de Nederlandse grens. Na zes weken belandde Wegner in het gevangenisslot Lichtenburg. In december 1933 volgde vrijlating onder de zogeheten "kerstamnestie" van nazileider Hermann Göring. In maart 1934 zat hij weer enkele dagen gevangen nadat hij was opgekomen voor Joodse gevangenen in Börgermoor. Na zijn vrijlating verliet hij het land en voegde zich bij zijn vrouw in Engeland. Daarna keerde hij met vrouw en dochter terug naar Duitsland, waarschijnlijk omdat ze geen toestemming kregen langer in Engeland te blijven. 
Zijn vrouw en dochter vertrokken in 1936 naar Palestina. Wegner bezocht hen daar, maar kon er niet goed aarden. Hij vestigde zich in de Italiaanse kunstenaarskolonie Positano. Zijn vrouw bezocht hem in 1937, maar wilde zich niet in Italië vestigen. Twee jaar later gingen zij uit elkaar. Wegner trouwde na de oorlog met de Poolse kunstenares Irene Kowaliska. De oorlogsjaren bracht Wegner in de anonimiteit door. Zo anoniem dat zijn naam in 1947 op een herdenkingssteen werd vermeld voor schrijvers die onder het nazisme waren omgekomen.

### Latere jaren
Wegner keerde in 1956 voor de eerste keer naar Duitsland terug, maar bleef in Italië wonen. Van de West-Duitse regering ontving hij de Orde van Verdienste 1e Klasse. Wegner publiceerde nog meerdere boeken in het Duits, maar zou nooit meer de bekendheid verwerven die hij voor de oorlog had.